# Вона (фільм, 2016)
«Вона» (фр. Elle) — французький фільм-трилер, знятий Полом Верговеном за мотивами роману «Ох…» Філіппа Джиана. Світова прем'єра стрічки відбулась 21 травня 2016 року на Каннському кінофестивалі, а в Україні — 29 вересня 2016 року. Фільм розповідає про Мішель, жінку, яка прагне помститися своєму переслідувачу й ґвалтівнику.

## Сюжет
Мішель Леблан, 49-річна власниця компанії з розробки відеоігор, з чоловіком розлучена, у сина своє, доросле, життя. У Мішель роман з чоловіком подруги, її ділового партнера. Одного разу до її будинку вдирається незнайомець у масці, жорстоко б'є її й ґвалтує. Проте вона не звертається до поліції, оскільки не хоче привертати до себе уваги. Її батько відбуває пожиттєве ув'язнення за масове вбивство, коли вона була десятирічною дівчинкою, і її ім'я в суспільстві асоціюється з ім'ям батька. Існує версія, що вона причетна до його злочинів.
Про інцидент Мішель розповіла лише колишньому чоловікові, подрузі та її чоловікові, продовживши звичайне життя, але програючи в пам'яті сцену зґвалтування упродовж фільму. Вона допомагає своєму синові-невдасі та його подрузі купити квартиру, турбується про зв'язок матері з молодим альфонсом, знайомиться з одруженим сусідом, до якого відчуває потяг (мастурбуючи, вона спостерігає за ним і його набожною дружиною у бінокль). У офісі при обговоренні нової гри вона докоряє своїм розробникам, що в сцені, де монстр зі щупальцями нападає на дівчину, оргазмічні конвульсії недостатньо яскраві.
Ґвалтівник присилає Мішель смс-ку й дає зрозуміти, що стежить за нею, вона підозрює одного з розробників своєї фірми. На різдвяну вечерю вона запросила колишнього чоловіка і його юну подругу, матір та її альфонса, свою колегу з чоловіком, сина з його дівчиною, молодого сусіда з його дружиною, ревною католичкою. Під час розмови Мішель заграє з сусідом, торкаючись до нього ногою під столом, у розмові з ним вона згадує день масового вбивства; сварка з матір'ю приводить останню до смерті від інсульту. Незабаром злочинець знову вдрається до неї, б'є та намагається зґвалтувати, Мішель вдається поранити його й зірвати маску — це її сусід. Вона проганяє його, але не заявляє в поліцію, зовні їх стосунки залишаються колишніми й підкреслено ввічливими.
Батько вішається у в'язниці, коли вона попросила зустрічі; Мішель потрапляє в аварію, поранивши ногу, вона дзвонить сусідові і він приходить на допомогу. За відсутності дружини сусід запрошує Мішель та її сина випити вина; коли син засинає, сусід запрошує її в підвал, де б'є й ґвалтує. На честь виходу нової гри Мішель влаштовує вечір у ресторані, там вона свариться з подругою, повідомляючи, що була коханкою її чоловіка. Сусід відвозить Мішель додому, дорогою вона говорить, що звернеться до поліції. Через декілька хвилин він у масці вдирається та б'є її. Син, що повернувся, ударом вбиває його. У фіналі Мішель тепло прощається з дружиною сусіда, яка говорить, що її чоловік був людиною з «пораненою душею» і вона рада, що Мішель дала йому «те, що йому було треба». Мішель мириться з подругою, вони збираються пожити разом.

## У ролях
- Ізабель Юппер — Мішель
- Крістіан Беркель — Робер
- Анн Косіньї — Анна
- Вірджинія Ефіра — Ребекка
- Лоран Лафітт — Патрік
- Шарль Берлінг — Рішар

## Нагороди й номінації
| Список нагород і номінацій        | Список нагород і номінацій | Список нагород і номінацій      | Список нагород і номінацій                                   | Список нагород і номінацій | Список нагород і номінацій |
| Кінопремія                        | Дата церемонії             | Категорія                       | Номінант(и)                                                  | Результат                  | Дж                         |
| --------------------------------- | -------------------------- | ------------------------------- | ------------------------------------------------------------ | -------------------------- | -------------------------- |
| Каннський кінофестиваль           | 22 травня 2016             | «Золота пальмова гілка»         | «Вона»                                                       | Номінація                  |                            |
| Кінопремія «Готем»                | 28 листопада 2016          | Найкраща акторка                | Ізабель Юппер                                                | Перемога                   | [ 7 ] [ 8 ]                |
| Синдикат французьких кінокритиків | 2016                       | Найкращий французький фільм     | «Вона»                                                       | Перемога                   |                            |
| Премія AACTA                      | 6 січня 2017               | Найкраща акторка                | Ізабель Юппер                                                | Номінація                  | [ 9 ] [ 10 ]               |
| Премія «Золотий глобус»           | 8 січня 2017               | Найкраща акторка (драма)        | Ізабель Юппер                                                | Перемога                   | [ 11 ] [ 12 ]              |
| Премія «Золотий глобус»           | 8 січня 2017               | Найкращий фільм іноземною мовою | «Вона»                                                       | Перемога                   | [ 11 ] [ 12 ]              |
| Премія «Люм'єр»                   | 30 січня 2017              | Найкращий фільм                 | «Вона»                                                       | Перемога                   | [ 13 ]                     |
| Премія «Люм'єр»                   | 30 січня 2017              | Найкращий режисер               | Пол Верговен                                                 | Перемога                   | [ 13 ]                     |
| Премія «Люм'єр»                   | 30 січня 2017              | Найкраща акторка                | Ізабель Юппер                                                | Перемога                   | [ 13 ]                     |
| Премія «Люм'єр»                   | 30 січня 2017              | Найкращий сценарій              | Девід Брік                                                   | Номінація                  | [ 13 ]                     |
| Премія «Магрітт»                  | 4 лютого 2017              | Найкраща акторка другого плану  | Вірджинія Ефіра                                              | Номінація                  | [ 14 ]                     |
| Премія «Сезар»                    | 24 лютого 2017             | Найкращий фільм                 | «Вона»                                                       | Перемога                   | [ 15 ] [ 16 ]              |
| Премія «Сезар»                    | 24 лютого 2017             | Найкраща режисерська робота     | Пол Верговен                                                 | Номінація                  | [ 15 ] [ 16 ]              |
| Премія «Сезар»                    | 24 лютого 2017             | Найкраща акторка                | Ізабель Юппер                                                | Перемога                   | [ 15 ] [ 16 ]              |
| Премія «Сезар»                    | 24 лютого 2017             | Найкраща акторка другого плану  | Анн Косіньї                                                  | Номінація                  | [ 15 ] [ 16 ]              |
| Премія «Сезар»                    | 24 лютого 2017             | Найкращий актор другого плану   | Лоран Лафітт                                                 | Номінація                  | [ 15 ] [ 16 ]              |
| Премія «Сезар»                    | 24 лютого 2017             | Найперспективніший актор        | Йонас Блоке                                                  | Номінація                  | [ 15 ] [ 16 ]              |
| Премія «Сезар»                    | 24 лютого 2017             | Найкращий адаптований сценарій  | Девід Бірк                                                   | Номінація                  | [ 15 ] [ 16 ]              |
| Премія «Сезар»                    | 24 лютого 2017             | Найкраща операторська робота    | Стефан Фонтен                                                | Номінація                  | [ 15 ] [ 16 ]              |
| Премія «Сезар»                    | 24 лютого 2017             | Найкраща музика до фільму       | Енн Дадлі                                                    | Номінація                  | [ 15 ] [ 16 ]              |
| Премія «Сезар»                    | 24 лютого 2017             | Найкращий монтаж                | Йоб тер Бург                                                 | Номінація                  | [ 15 ] [ 16 ]              |
| Премія «Сезар»                    | 24 лютого 2017             | Найкращий звук                  | Жан-Поль Мужель, Алексіс Пляс, Сиріл Гольц, Дам'єн Лаццеріні | Номінація                  | [ 15 ] [ 16 ]              |
| Премія «Незалежний дух»           | 25 лютого 2017             | Найкраща акторка                | Ізабель Юппер                                                | Перемога                   | [ 17 ]                     |
| Премія BAFTA                      | 18 лютого 2017             | Найкращий неангломовний фільм   | «Вона»                                                       | Номінація                  |                            |
| Премія «Давид ді Донателло»       | 21.03.2018                 | Найкращий європейський фільм    | «Вона»                                                       | Номінація                  | [ 18 ]                     |